# Рихард Ернст
Рихард Роберт Ернст (на немски: Richard Robert Ernst) е швейцарски физикохимик, лауреат на Нобелова награда за химия от 1991 г. за приноса му към разработването на преобразование на Фурие за ЯМР спектроскопия и последващото му развиване на многомерните ЯМР техники. Те впоследствие подпомагат приложенията на химията (ЯМР спектроскопия) и медицината (магнитно-резонансна томография).

## Биография
Ернст е роден на 14 август 1933 г. във Винтертур, Швейцария. Има две сестри. Баща му е архитект и учител. Завършва висшето си образование през 1957 г. в Швейцарския федерален технологичен институт в Цюрих, където учи химия. Пак там, през 1962 г. той получава докторска степен по физикохимия.
Основните му научни трудове са посветени на спектроскопията с ядрено-магнитен резонанс и нейното приложение в химията и медицината. През 1964 г. изнамира начин за значително повишаване на чувствителността на метода чрез заместване на бавното честотно сканиране с къси интензивни радиочестотни импулси, последвано от получаване на ЯМР спектър с помощта на преобразованието на Фурие.
През 1991 г. е награден с Нобелова награда за химия. През 1993 г. е избран за чуждестранен член на Британското кралско научно дружество. Пенсионира се през 1998 г.